# Grammia dieckii
Grammia dieckii är en fjärilsart som beskrevs av Berthold Neumoegen 1890. Grammia dieckii ingår i släktet Grammia och familjen björnspinnare. Inga underarter finns listade i Catalogue of Life.